# Templo Mayor

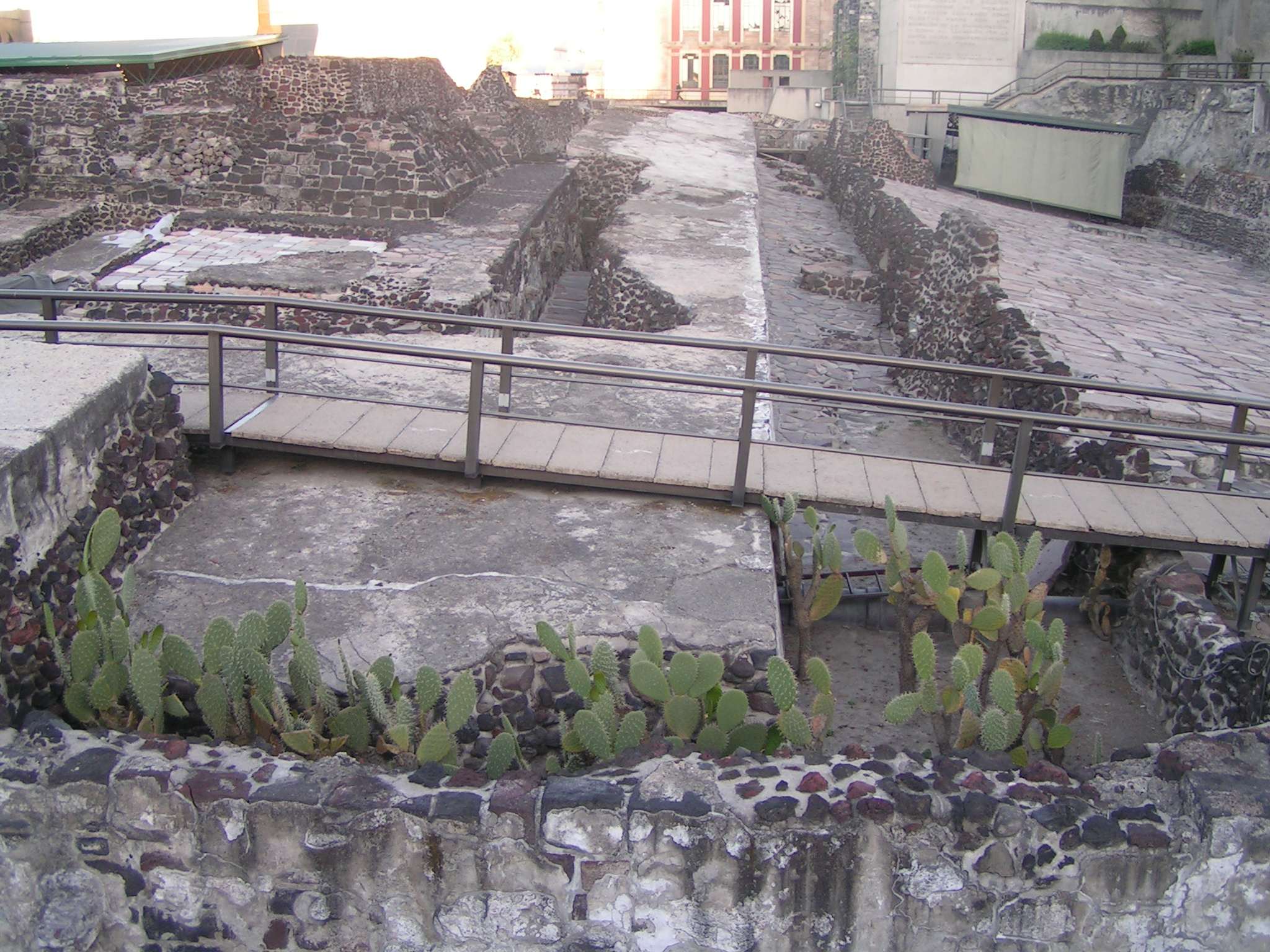
Ruïnes van de Templo Mayor

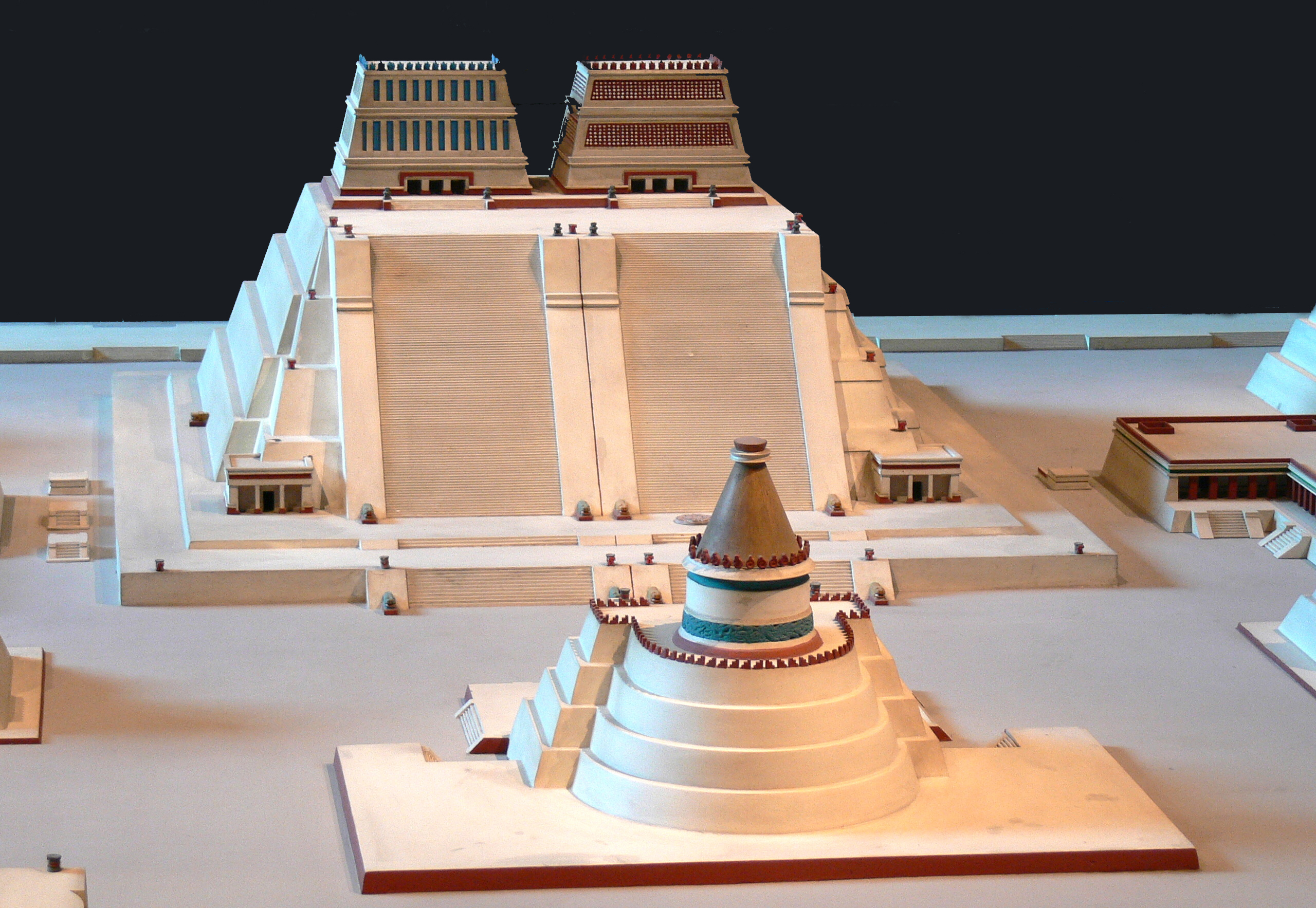
Reconstructie van Templo Mayor met het blauwe heiligdom van Tlaloc (links) en het rode heiligdom van Huitzilopochtli (rechts). Op de voorgrond de ronde tempel van Ehecatl-Quetzalcoatl. Uiterst rechts het 'huis van de adelaars', Nationaal Museum voor Antropologie

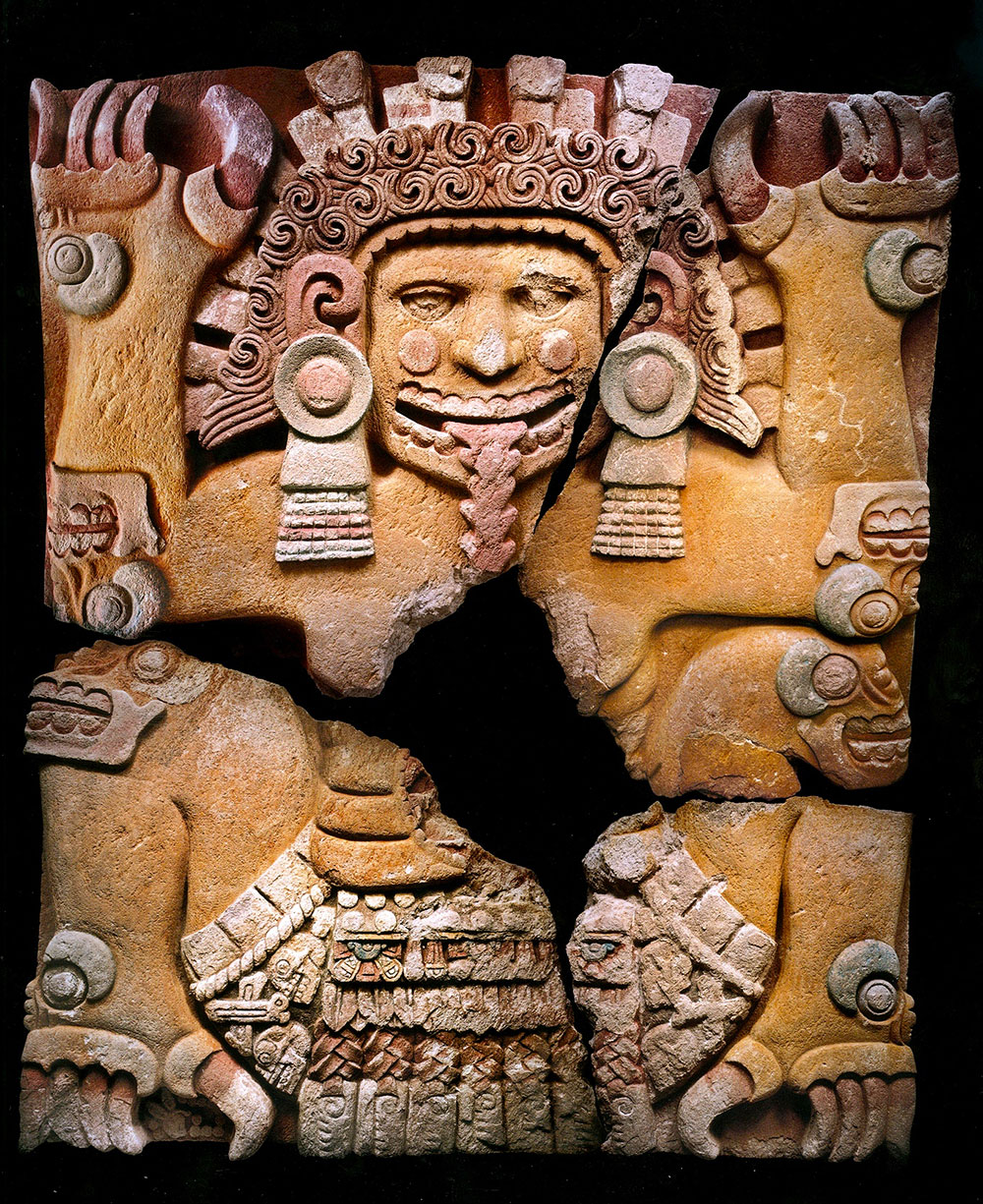
Monoliet van het 'aardmonster' Tlaltecuhtli (1502 n.Chr.), ontdekt in Mexico City in 2006.

De Templo Mayor ('Hoofdtempel'), in het Azteeks Huei Teocalli ('Groot Godenhuis'), was de belangrijkste tempel van de Azteekse hoofdstad Tenochtitlan en daarmee van het Azteekse rijk (1375-1521). Hij was gewijd aan de regengod Tlaloc, verbonden met de landbouw, en de stam- en rijksgod Huitzilopochtli, verbonden met de oorlog. De omvangrijke restanten van de hoofdtempel en omringende gebouwen bevinden zich nabij de kathedraal in het hart van het huidige Mexico-Stad. Veel van de aangetroffen voorwerpen zijn tentoongesteld in het aangrenzende, omvangrijke Museo del Templo Mayor.

## Ontdekking
De Mexicaanse antropoloog Manuel Gamio ontdekte de tempel in 1914. Tussen 1978 en 1982 werd de piramide door Eduardo Matos Moctezuma vrijgemaakt van alles wat het eeuwen had bedekt, waardoor tegelijk een stenen woestenij in het hart van de Mexicaanse hoofdstad ontstond.

## Beschrijving
Toen de Europeanen arriveerden was het monument 78 m aan de basis van noord naar zuid, 83,6 m van oost naar west en ongeveer 45 m hoog. 
Op de piramidale basis bevonden zich twee heiligdommen: het zuidelijke voor de oorlogs- en rijksgod Huitzilopochtli en het noordelijke voor de regen- en aardgod Tlaloc. Deze "kapellen" werden vanaf de grond bereikt door een dubbele trap aan de westelijke facade, geflankeerd door grote slangenkoppen van basalt. Aan de voet van de piramide werd een reusachtige monoliet opgegraven van de angstaanjagende godin Tlaltecuhtli. Eronder werd een steenkist aangetroffen met een wijdingsoffer, bestaande uit talloze zee-creaturen zoals schelpen en koralen, en daarbovenop een Mexicaanse wolvin gekleed als een krijger.

## Bouwmateriaal
De piramidale onderbouw is een solide massa van steen, aarde, kalksteen, zand en hout. Het Bassin van Mexico heeft in het verleden veel vulkanische activiteit gekend, wat zich weerspiegelt in de voorhanden gesteentes. Technisch gesproken zijn dat met name: grijs en zwart basalt (metlatetl); rood, violet of zwartachtig vulkanische slag (tezontli); rose-achtig lamproboliete andesiet (tenayocatetl) en grijs, witachtig pyroxeen andesiet (iztapaltetl). Kalksteen (tetizatl) kwam van verder weg, uit de huidige staat Puebla of het gebied van Tula (Hidalgo).

## Bouwfasen
De tempel is verschillende keren vergroot, waaronder in 1487. Bij deze gelegenheid vond een van de grootste massa-offeringen plaats uit de Azteekse geschiedenis. Oorspronkelijk ging men uit van 80.000 mensenoffers, maar moderne schattingen gaan uit van ongeveer 4.000. Elke uitbreiding werd geïnaugureerd met het bloed van krijgers van een koninkrijk dat kort voor de viering was ingenomen. De Templo Mayor groeide in hetzelfde tempo als het Azteekse rijk zich uitbreidde, wel 13 maal in 150 jaar.
Er zijn zeven bouwfasen vastgesteld: 
- I,   1325-1375
- II,  1375-1427 (onder de heersers Acamapichtli, Huitzilíhuitl, Chimalpopoca)
- III, 1427-1440 (onder Itzcóatl)
- IVa, 1440-1469 (onder Motecuhzoma I)
- IVb, 1469-1481 (onder Axayácatl)
- V,   1481-1486 (onder Tízoc)
- VI,  1486-1502 (onder Ahuítzotl)
- VII,  1502-1520 (onder Motecuhzoma II)

Zoveel uitbreidingen in 150 jaar kan verschillende redenen hebben: natuurverschijnselen als aardbevingen, overstromingen en het inklinken van land (subsidence) door de kleigrond aan het meer, en daarnaast het letterlijk verhogen van de persoonlijke status van elke heerser.
Daterend vanaf bouwfase IVa werden in de massieve onderbouw van de twee heiligdommen tal van wijdingsoffers in steenkisten en steenkamers aangetroffen, zeer gevarieerd van inhoud, maar vrijwel alle zeezand en resten van zeedieren bevattende. Uit zulke ingebedde ruimtes stammen ook de kleine stenen zitbeelden van een oude godheid met twee "hoorns" op het hoofd, volgens de meeste Mexicaanse geleerden de vuurgod Xiuhtecuhtli voorstellend.

## Mythe van de berg Coatepetl

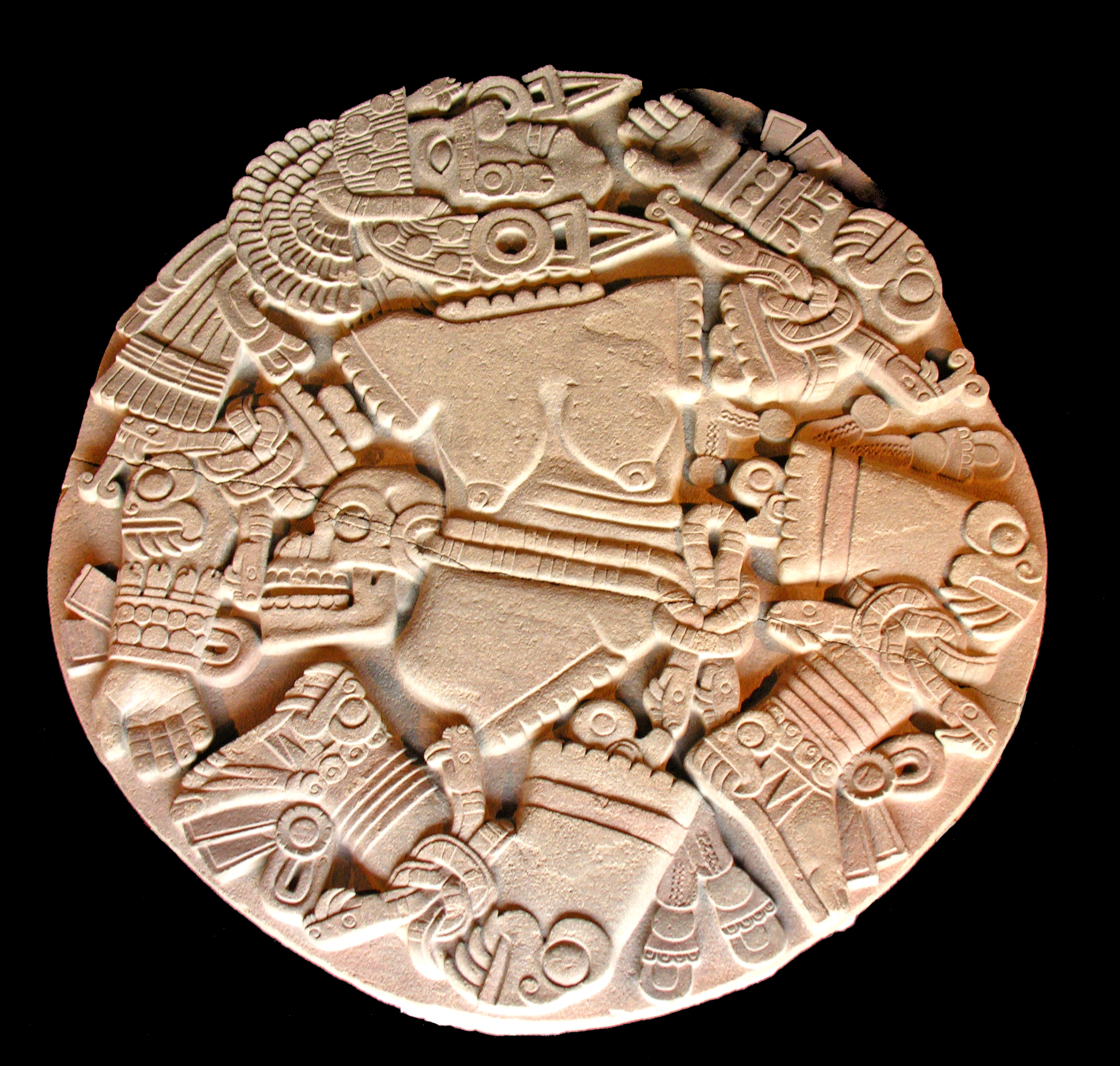
Coyolxauhqui-steen (ca. 1473), gevonden op 21 februari 1978 op de site van de Templo Mayor, diameter 3,4 m.

De Templo Mayor verbeeldt een heilige berg, de berg Coatepetl (heuvel van de slangen, slangenheuvel), waar de hoofdgod van de Azteken, Huitzilopochtli, werd geboren. Het verhaal wordt onder meer in de Florentijnse codex van de monnik Bernardino de Sahagún verteld.
Coatlicue deed haar dagelijkse boete op de top van de berg Coatepetl en toen ze op een dag aan het vegen was, viel er een veer vlak voor haar ogen naar beneden. Ze pakte de veer op en raakte er haar buik mee aan, waarna ze zwanger was. Haar dochter Coyolxauhqui en haar zonen, de Centzonhuitznahuah, kwamen er achter en besloten hun moeder te doden. Ze kwamen langs Tzompantitlan, Coaxalpan en Apetlac en bereikten de top van de berg. Op dat moment werd Huitzilopochtli geboren, als jonge man en volledig bewapend. Hij stootte een 'vuur slang' (xiuhcoatl) in de torso van zijn zuster, onthoofde haar er daarna mee en wierp haar van de berg. Daar brak haar lichaam in stukken. Daarop viel Huitzilipochtli zijn broers aan en zij vluchtten naar de hemel.
Volgens Eduard Seler is Huitzilopochtli de jonge rijzende zon, is zijn zuster Coyolxauhqui de maan en zijn zijn broers de Centzonhuitznahuah de sterren en verklaart de mythe de strijd tussen de machten van de dag en de nacht. Ook volgens Matos Moctezuma is de Templo Mayor de 'materiële manifestatie van de mythe van Huitzilopochtli'. Het meest overtuigende bewijs voor deze theorie is de spectaculaire monoliet van de maangodin Coyolxauhqui van bouwfase IVb, gevonden in 1978. Daarin is de godin onthoofd afgebeeld en met afgehouwen ledematen. Zo ligt zij aan de voet van de trap, die leidt naar de kapel van haar broer Huitzilopochtli aan de top van de piramide. De vier grote slangenhoofden aan de basis van de trap zouden volgens Matos M. ook verwijzen naar de slangenheuvel Coatepetl. Volgens Seler komen de plaatsen waarlangs Coyolxauhqui en de Centzonhuitznahuah kwamen op weg naar Coatepetl terug in de tzompantli (rekken met schedels), coaxalpan (de basis van de piramide) en apetlac (het platform van de piramide met die naam).
Tijdens het Panquetzaliztli festival werd de strijd tussen Huitzilipochtli en zijn broers herdacht.

## Stichtingsmythe
Volgens de stichtingsmythe van de Templo Mayor was er eerst op de plaats een tlalmomoztli ("aardaltaar"), een bescheiden aarden kapel, gebouwd op de plek waar de adelaar landde op een nopalcactus op een steen. Zo gaf Huitzilopochtli aan dat de reis van de Mexica ten einde was en hier hun nieuwe stad moest verrijzen. Volgens bepaalde versies van het verhaal lagen er onder de steen en de cactus twee grote rotsblokken waaruit twee stromen water kwamen, vandaar later de dubbele piramide. Volgens Matos Moctezuma staat de dubbele piramide van de twee goden voor het tribuut dat de veroverde steden moeten betalen (Huitzilopochtli als god van de oorlog) en de akkerbouw (Tlaloc als god van het water en de aarde), waar de Azteekse economie op gebaseerd was.

## Bezienswaardig
Tijdens de verovering van Mexico door Hernán Cortés werd de tempel grotendeels verwoest. In 1978 kwamen tijdens een verbouwing op het centrale plein van Mexico-Stad de resten tevoorschijn van de Templo Mayor. Deze zijn toegankelijk voor het publiek; losse vondsten zijn deels te zien in het museum ernaast; zij bevinden zich bij het Zócalo in Mexico-Stad.